# توکی یوریزومی
توکی یوریزومی (به ژاپنی: 土岐頼武)،سامورایی و دایمیوی دوره سنگوکو و شوگو (فرماندار) ولایت مینو اهل ژاپن بود. پدر وی توکی یوریتاکه (رهبر خاندان توکی) و مادر وی دختر آساکورا ساداکاگه (رهبر خاندان آساکورا بود. بنابر فرضیه نوهیمه (دختر سوم سایتو دوسان و همسر اصلی اودا نوبوناگا) نخست همسر توکی یوریزومی بوده‌است. توکی یوری‌آکی عموی وی بود.
وی در سال ۱۵۴۷ ناگهان در سن ۲۴ سالگی درگذشت. مرگ وی بنابر فرضیات در اثر زهر و با نقشه سایتو دوسان صورت گرفته‌است. پس از مرگ وی عمویش توکی یوری‌آکی شوگو (فرماندار) ولایت مینو شد. 